# Bermuda International 1989
Die Bermuda International 1989 im Badminton fanden Anfang Mai 1989 statt. 

## Sieger und Platzierte
| Disziplin    | Gold                         | Silber                        | Bronze                        |
| ------------ | ---------------------------- | ----------------------------- | ----------------------------- |
| Herreneinzel | Michael Brown                | Michael Adams                 | Rodney Asquith Selman         |
| Herreneinzel | Michael Brown                | Michael Adams                 | Darrin Cowell                 |
| Dameneinzel  | Tami Parks                   | Lenora Headley                | Wendy Cummings                |
| Dameneinzel  | Tami Parks                   | Lenora Headley                | Caroline Vaughn               |
| Herrendoppel | Michael Brown Michael Adams  | Darrin Cowell Ian Cummings    | Kenny Bremar Dave Wellman     |
| Herrendoppel | Michael Brown Michael Adams  | Darrin Cowell Ian Cummings    | Robert Lecompte Alan Stefanik |
| Damendoppel  | Gloria Chung Lenora Headley  | Carol Chenier Caroline Vaughn | Wendy Cummings Julie Durrant  |
| Damendoppel  | Gloria Chung Lenora Headley  | Carol Chenier Caroline Vaughn | Karen Bremar Kim Eldridge     |
| Mixed        | Michael Brown Lenora Headley | Michael Adams Penny Roberts   | Alan Stefanik Carol Chenier   |
| Mixed        | Michael Brown Lenora Headley | Michael Adams Penny Roberts   | Ian Cummings Wendy Cummings   |